# Luís Fernandes
Luís Fernandes (en árabe: لويس سيرجيو فرنانديز‎; Brasil; 1 de marzo de 1971) es un exfutbolista del Líbano nacido en Brasil que jugaba en la posición de centrocampista.

## Carrera

### Club
Jugó toda su carrera con el Shabab Al Sahel FC de 2000 a 2006.

### Selección nacional
Jugó para Líbano en 11 ocasiones de 2000 a 2004 y anotó un gol, el cual fue ante Tailandia en el empate 1-1 el 18 de octubre de 2000 por la Copa Asiática 2000, siendo uno de los cinco jugadores nacidos en Brasil que jugaron para Líbano en la Copa Asiática 2000.

## Logros
- Segunda División del Libano: 1

2005-06